# Янке, Курт
Курт Янке (нем. Kurt Jahncke, 5 марта 1898, Ремшайд — 20 октября 1962, Ольденбург) — немецкий государственный и политический деятель, один из руководителей нацистского министерства пропаганды.
Уроженец земли Северный Рейн — Вестфалия. После окончания гимназии в 1915 году поступил на военную службу. Участник Первой мировой войны. Участвовал в боевых действиях во Франции и Фландрии. За боевые отличия награждён Железным крестом 2-го класса. Войну закончил в чине лейтенанта (ноябрь 1917 года).
Почётный член организации «Стальной шлем».
После демобилизации окончил Берлинский университет (1919—1922), получив степень доктора (1922). В 1922—1929 гг. служил на промышленных предприятиях Ольденбурга. В 1929—1933 гг. — председатель торговой и промышленной группы Ольденбурга.
Примкнул к нацистскому движению и в 1930—1933 гг. активно работал в отделе пропаганды НСДАП. После прихода нацистов к власти возглавил 4-й отдел (пресса) Имперского министерства народного просвещения и пропаганды в ранге министеррата и стал членом президиума Имперской палаты прессы.